# 卡姆氏额角蛛
卡姆氏额角蛛（学名：Gnathonarium cambridgei）为皿蛛科额角蛛属的动物。在中国大陆，分布于甘肃等地。该物种的模式产地在甘肃。